# Do Thái giáo chính thống

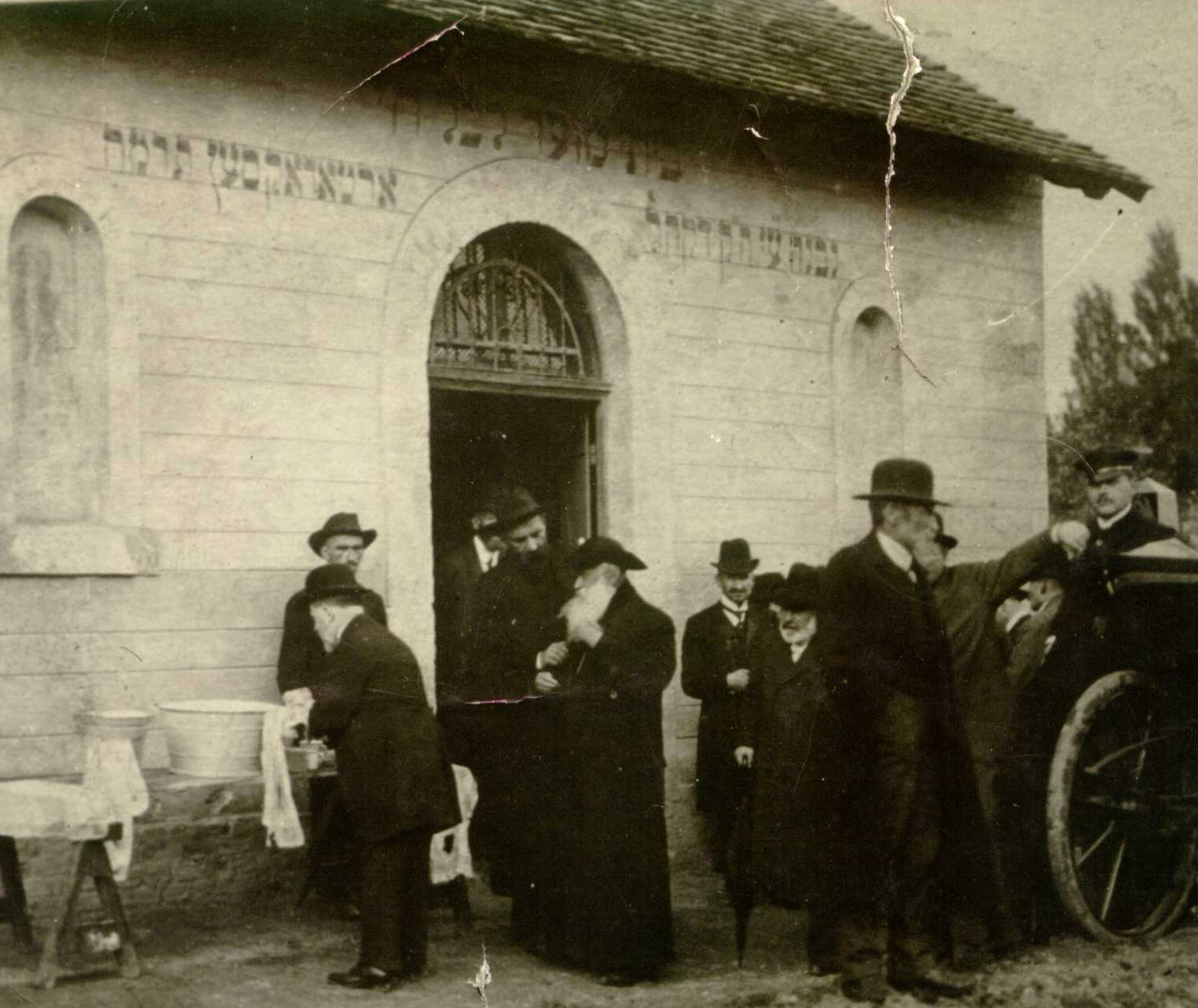
Du khách trong nghĩa trang Do Thái Chính thống ở Budapest, khoảng năm 1920 (chữ "Chính thống" được vẽ trên tường, thứ hai bên trái). Người Do Thái truyền thống ở Hungary là người đầu tiên ở bất cứ nơi nào thành lập một tổ chức Chính thống độc lập vào năm 1871.

Do Thái giáo chính thống là một thuật ngữ chung cho các phân nhánh truyền thống của Do Thái giáo Rabbinic đương đại. Về mặt thần học, nó được định nghĩa chủ yếu bằng cách liên quan đến Torah, cả bằng văn bản và truyền miệng, như được Thiên Chúa tiết lộ theo nghĩa đen trên núi Sinai và được truyền đi một cách trung thực kể từ đó.
Do đó, Do Thái giáo chính thống ủng hộ việc tuân thủ nghiêm ngặt Luật Do Thái, hay halakha, chỉ được giải thích và xác định theo các phương pháp truyền thống và tuân thủ sự liên tục của tiền lệ nhận được qua các thời đại. Nó liên quan đến toàn bộ hệ thống halakha cuối cùng dựa trên sự mặc khải bất biến, về cơ bản vượt ra ngoài ảnh hưởng bên ngoài và lịch sử. Hơn bất kỳ vấn đề lý thuyết nào, việc tuân thủ chế độ ăn kiêng, tinh khiết, đạo đức và các luật khác của halakha là đặc trưng của Chính thống giáo. Các học thuyết quan trọng khác bao gồm niềm tin vào sự phục sinh thân xác trong tương lai của người chết, phần thưởng và hình phạt thiêng liêng cho người công bình và tội nhân, Cuộc bầu cử của Israel như một dân tộc bị ràng buộc bởi một giao ước với Thiên Chúa, và một Thời đại Messia cuối cùng được cai trị bởi một Đấng cứu thế mà sẽ khôi phục lại Đền thờ ở Jerusalem.
Do Thái giáo chính thống không phải là một giáo phái tập trung. Mối quan hệ giữa các nhóm nhỏ khác nhau của nó đôi khi bị căng thẳng, và giới hạn chính xác của Chính thống giáo là đối tượng của cuộc tranh luận gay gắt. Đại khái Do Thái giáo chính thống có thể được phân chia thành Do Thái giáo Haredi (siêu Chính thống giáo), vốn bảo thủ và ẩn dật hơn, và Do Thái giáo Chính thống hiện đại, tương đối cởi mở với xã hội bên ngoài. Mỗi trong số đó được hình thành từ các luồng độc lập. Họ gần như là những người loại trừ thống nhất, liên quan đến Chính thống giáo không phải là một dòng Do Thái giáo khác, mà là hình thức chính xác của Do Thái giáo.